# Joep Langebrug
Joep Langebrug (brug 417) is een vaste brug in Amsterdam-Zuid.

## Ligging
De verkeersbrug, waarover ook de tram 5 (sinds 1978) rijdt, is gelegen in de Beethovenstraat en overspant het Zuider Amstelkanaal. In het noorden loopt de Stadionkade overgaand in de Bernard Zweerskade langs de brug en in het zuiden de Cornelis Dopperkade. Ten oosten van de brug ligt het Beatrixpark.

## Geschiedenis
Al in 1931 werd er geld voor deze brug gereserveerd. Samen met zeven andere bruggen werd een budget vrijgegeven van 1.150.000 gulden. Echter, pas in 1939 volgde de aanbesteding voor bijna 100 m³ graniet. Maar liefst 24 aannemers schreven in voor het bouwen van de gehele brug met als laagste een bod van 75.821 gulden. In augustus 1940 konden de eerste voetgangers gebruik maken van de brug, mits zij het laatste stuk nog over planken dorsten te lopen (tussen brugdek en landhoofd, dus boven zand). Tegelijkertijd was Hildo krop nog bezig te beelden uit te beitelen uit Noors graniet. Op de grens van 1940/1941 kwam de brug gereed. Bij de opening van de brug was het gebied ten zuiden hiervan nog een niemandsland waar evenementen konden worden gehouden. Pas in de jaren vijftig verscheen hier de eerste bebouwing en werd ook de Beethovenstraat verder doorgetrokken naar het zuiden.

## Stijl
De brug werd in 1939 ontworpen door architect Piet Kramer en de Dienst der Publieke Werken. De in de Amsterdamse Schoolstijl uitgevoerde brug bevat alle elementen van een Kramerbrug met het vele baksteen gecombineerd met natuursteen en siersmeedijzeren balustrades. Op de brug bevinden zich tevens een zitbank en een tweetal beeldhouwwerken van Hildo Krop, "De handen van de schepper" waarin een man en een vrouw zitten en "Nieuw leven" met twee omhelzende kinderen in een bloem. Beide beelden staan op een sokkel waarop de vier windrichtingen (een thema dat vaker voorkomt bij Kramers bruggen) zijn aangegeven. Op de rechter noordzijde van de brug aan de zijde van de Stadionkade staat een uitspanningshuisje in dezelfde bouwstijl waarin een sigarenwinkel is gevestigd. Aan de andere zijde staat een elektriciteithuisje. Origineel werd de brug opgeleverd met urinoirs onder de brug.

## Naam
Tot 2016 stond de brug officieus te boek als de 'Beethovenbrug', net als de straat vernoemd naar Ludwig van Beethoven. In juli 2016 wilde de gemeente af van officieuze benamingen en liet de bevolking kiezen tussen de officieuze naam officieel maken, een verzoek tot nieuwe vernoeming insturen dan wel de brug anoniem door het leven te laten gaan. Er werd toen voor de laatste optie gekozen.
In september 2021 werd de brug omgedoopt tot de Joep Langebrug naar de in 2014 bij de MH17-ramp omgekomen arts en aids-deskundige Joep Lange die vlak bij deze brug woonde; geëffectueerd in juli 2022.

## Afbeeldingen

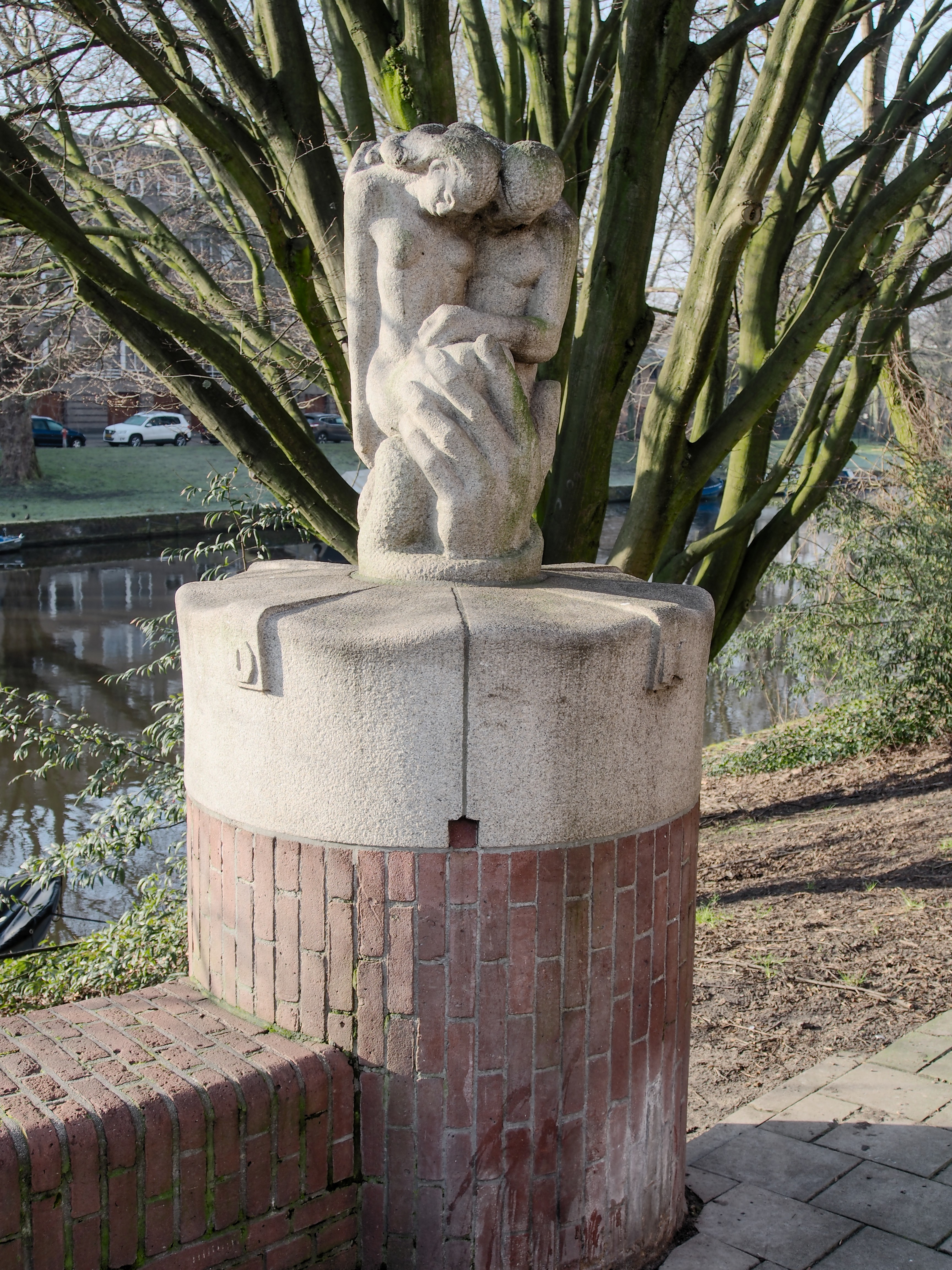
Handen van de schepper, Hildo Krop
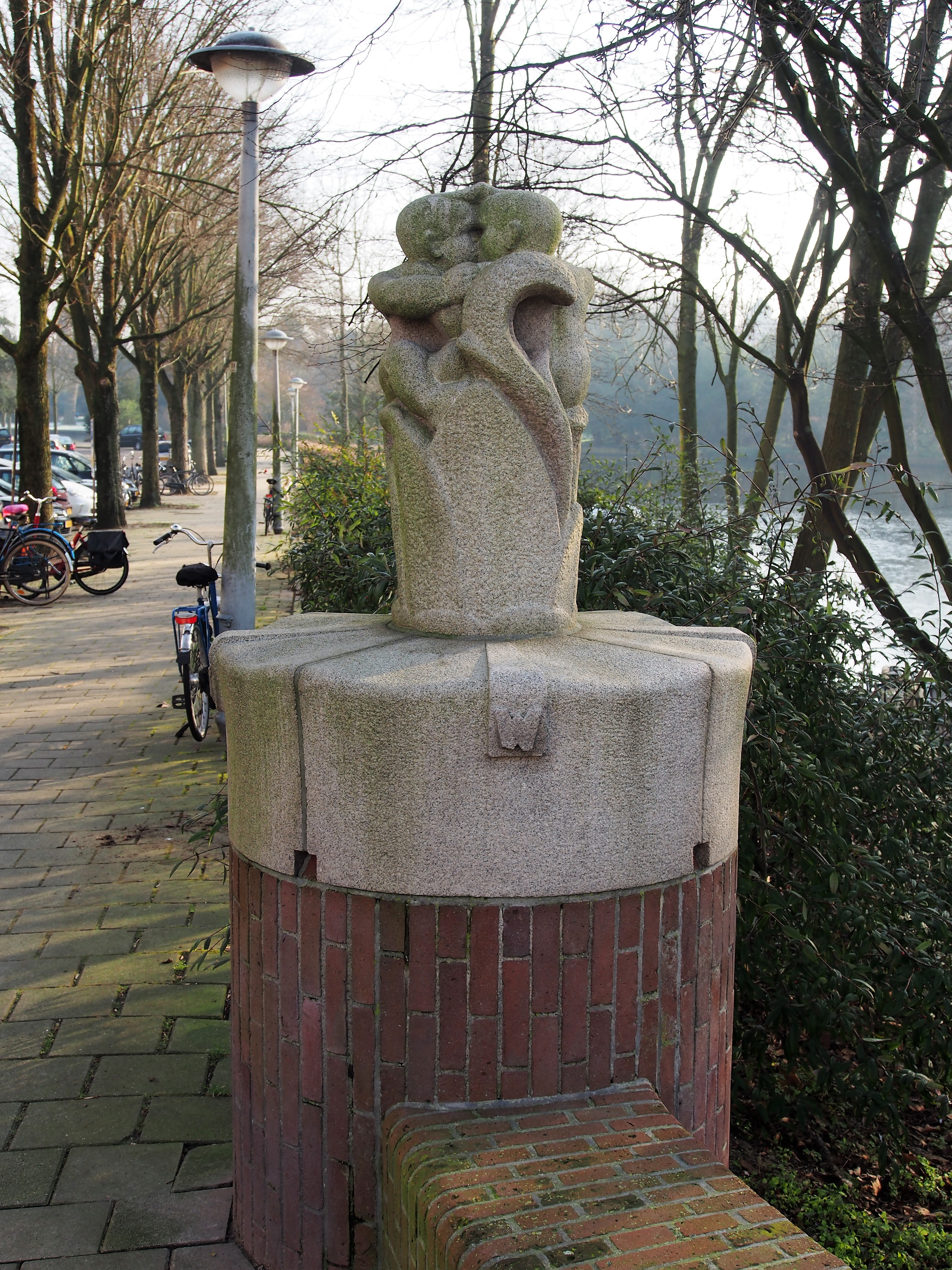
Nieuw leven, Hildo Krop
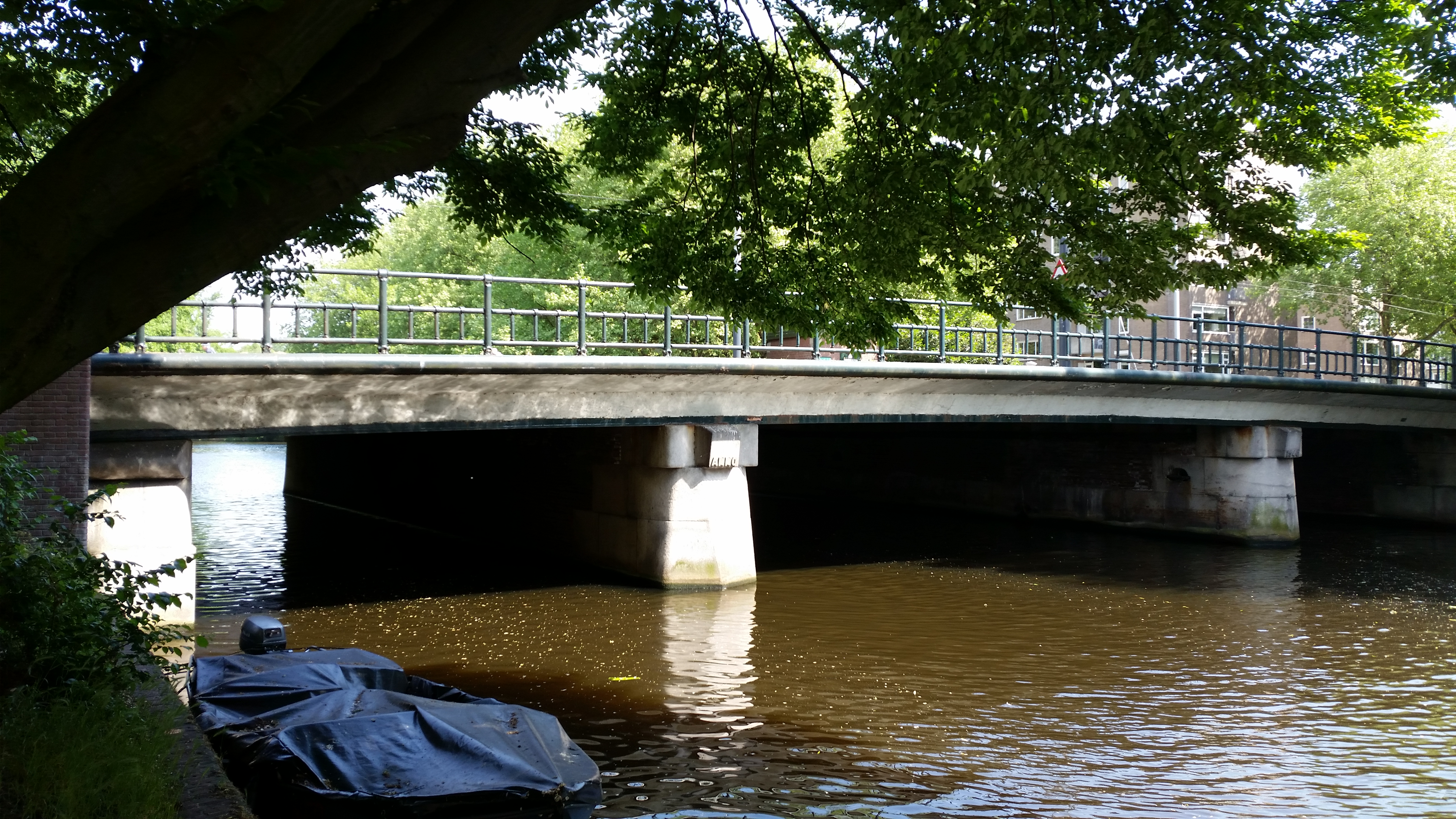
Brug 417, overspanning (mei 2018)

<<< · 400 · 401 · 402 · 403 · 404 · 405 · 406 · 407 · 408 · 409 · 410 · 411 · 413 · 414 · 415 · 416 · 417 · 418 · 419 · 420 · 421 · 422 · 423 · 424 · 425 · 427 · 429 · 430 · 431 · 432 · 433 · 434 · 435 · 436 · 437 · 438 · 439 · 440 · 441 · 442 · 443 · 444 · 445 · 446 · 447 · 448 · 449 · 450 · 451 · 452 · 453 · 454 · 455 · 456 · 457 · 458 · 459 · 460 · 461 · 462 · 463 · 464 · 465 · 466 · 469 · 470 · 471 · 472 · 473 · 474 · 475 · 476 · 478 · 479 · 480 · 482 · 483 · 485 · 486 · 487 · 488 · 489 · 490 · 491 · 492 · 493 · 494 · 495 · 496 · 497 · 499 · >>>
Brugnummers 412, 426, 428, 467, 468, 477, 481, 484 en 498 zijn niet (meer) vergeven.